# Aurangabad (Distrikt, Bihar)
Der Distrikt Aurangabad (Hindi औरंगाबाद जिला, Urdu ضلع اورنگ آباد) ist ein Distrikt im indischen Bundesstaat Bihar. Sitz der Verwaltung ist die Stadt Aurangabad.

## Geographie und Klima

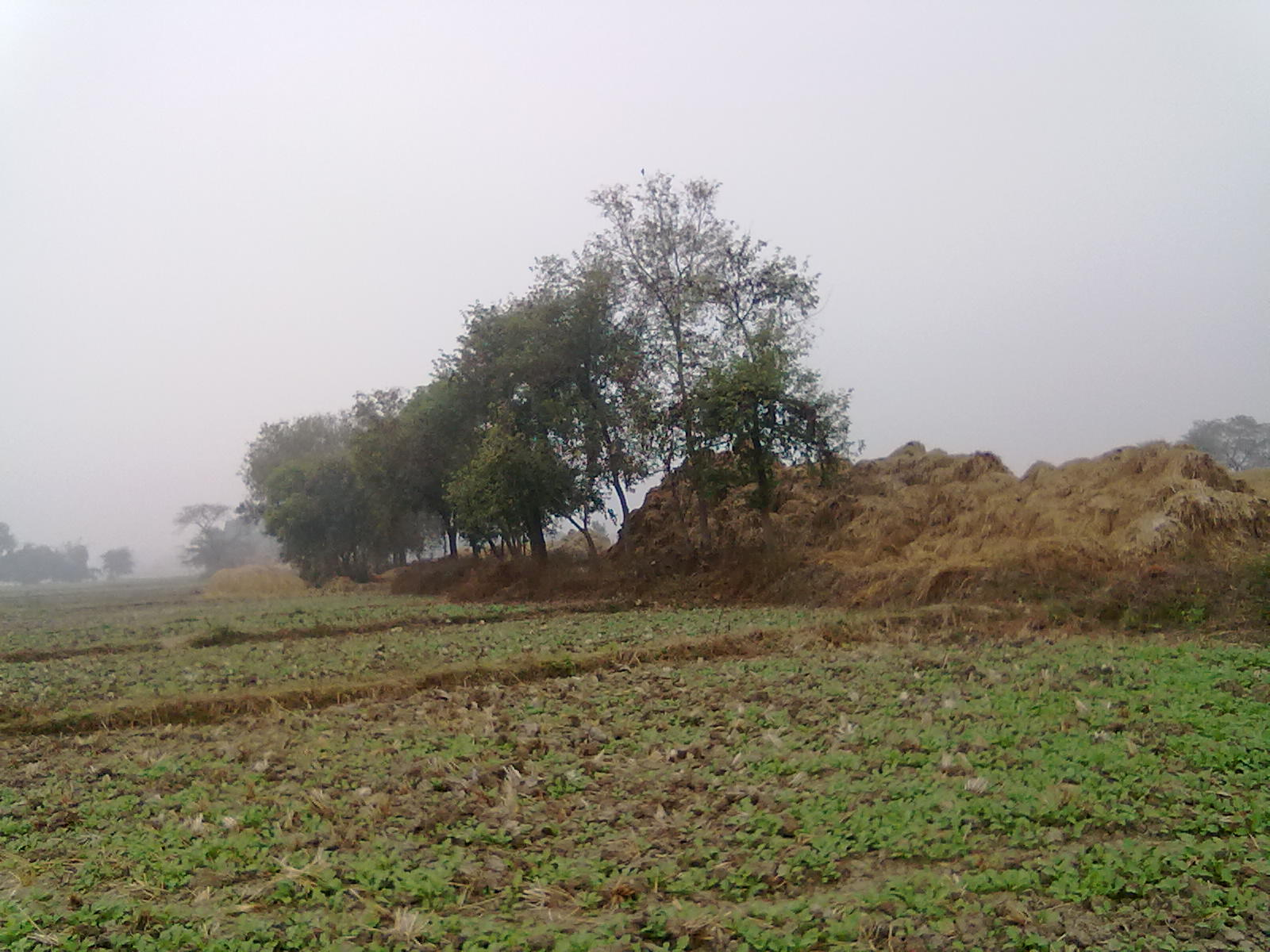
Ackerland im Distrikt Aurangabad im Januar

Der Distrikt liegt im Südwesten Bihars an der Grenze zum Bundesstaat Jharkhand. Die westliche Grenze wird vom Fluss Son, einem rechtsseitigen Zufluss des Ganges, gebildet. Im Süden grenzt der Distrikt an das Hügel- und Bergland von Chota Nagpur. Die Höhe über dem Meeresspiegel variiert zwischen etwa 80 Metern und 411 Metern im Süden. Die Fläche beträgt 3305 km². Die angrenzenden Distrikte sind Rohtas im Westen, Arwal im Norden, Gaya im Osten und Süden, sowie Palamu (Jharkhand) im Süden.
Die Sommermonate (März bis Juni) sind heiß mit einer mittleren Maximaltemperatur von 36,6 °C. Der Winter (Oktober bis Februar) ist trocken, mit einer durchschnittlichen Minimaltemperatur von 9,2 °C im Januar. Der Jahresniederschlag variiert zwischen 990 und 1300 mm und fällt zu etwa 88 % während der Monsunzeit (Juni bis September). Die höchsten Niederschläge gibt es im Juli und August.

## Geschichte
Vor 1973 gehörte Aurangabad zum Distrikt Gaya und teilte dessen Geschichte. Am 26. Januar 1973 wurde der Distrikt Aurangabad als eigener Distrikt gebildet.

## Bevölkerung
Die Einwohnerzahl lag bei der Volkszählung 2011 bei 2.540.073. Die Bevölkerungswachstumsrate im Zeitraum von 2001 bis 2011 war mit 26,18 % sehr hoch. Aurangabad hatte ein Geschlechterverhältnis von 926 Frauen pro 1000 Männer und damit einen deutlichen Männerüberschuss. Der Distrikt wies eine Alphabetisierungsrate von 70,32 % im Jahr 2011 auf, was einer Steigerung um knapp 13 Prozentpunkte gegenüber dem Jahr 2001 entsprach. Die Alphabetisierung lag damit deutlich über dem Durchschnitt von Bihar (61,8 %). 90,2 % der Bevölkerung waren Hindus und 9,3 % Muslime.
Knapp 9,3 % der Bevölkerung lebten 2011 in Städten. Die größte Stadt war Aurangabad mit 102.244 Einwohnern.

## Wirtschaft
Die Landwirtschaft ist der dominierende Wirtschaftszweig. Hauptsächlich werden Reis, Weizen, Linsen und Raps angebaut.